# گرین‌وود هایتس (بروکلین)
گرین‌وود هایتس (به انگلیسی: Greenwood Heights) یک منطقهٔ مسکونی در ایالات متحده آمریکا است که در بروکلین واقع شده‌است. این نام برگرفته از قبرستان گرین‌وود که مجاور آن می‌باشد گرفته شده‌است. گرین‌وود هایتس بخشی از منطقه اجتماعی ۷ بروکلین به همراه تراس ویندزور، پارک سانست و اسلوپ جنوبی است. مرزهای بسیار مورد بحث تقریباً بزرگراه پروسپکت در شمال، کانال گووانوس و خلیج نیویورک واقع شده در غرب، خیابان هشتم در شرق، و خیابان سی و نهم در جنوب (در امتداد مرز جنوبی گورستان گرین‌وود و شمال) هستند.
گرین‌وود هایتس، که در ابتدا در بروکلین جنوبی واقع شده بود، در دهه ۱۹۶۰ با پارک سانست ادغام شد. در دهه ۱۹۸۰ نام جداگانه‌ای داشت. امروزه، گرین‌وود هایتس با پارک سانست و اسلوپ جنوبی همپوشانی دارد.